# Combat Air Patrol
Pour les articles homonymes, voir Combat Air Patrol (homonymie).
Combat Air Patrol est un jeu vidéo de combat aérien développé par Maverick Simulation et édité par Psygnosis en 1993 sur Amiga. Il a été adapté sur DOS en 1995.
L'action fait directement référence à la guerre en Irak.

## Équipe de développement
Combat Air Patrol a été conçu par Ed Scio, qui a aussi réalisé Airball (1987), Armour-Geddon (1991) et Breed (2004).
- Programmation : Ed Scio, Paul Hunter (intro)
- Graphisme : Jeff Bramfitt
- Graphismes additionnels : Digby Rogers, Neil Thompson, Jim Bowers
- Modèles 3D : Paul Franklin, Ed Scio, Nick Burcombe
- Voix : Andrea Morris, David Ader (Cpt)
- Sons : Phillip Morris, Tim Wright, Mike Clarke (intro)
- Gameplay: John Alsop, Nick Burcombe
- Producteur : Steven Riding

## Accueil
Amiga Format 84 % • CU Amiga 88 % • The One 89 %